# Вентімілья
Вентімілья (італ. Ventimiglia, ліг. Ventimiglia) — муніципалітет в Італії, у регіоні Лігурія, провінція Імперія.

## Розташування
Вентімілья розташована на відстані близько 450 км на північний захід від Рима, 130 км на південний захід від Генуї, 36 км на захід від Імперії. Вона знаходиться біля самого кордону Італії з Францією.
Населення — 24 572 особи (2014).

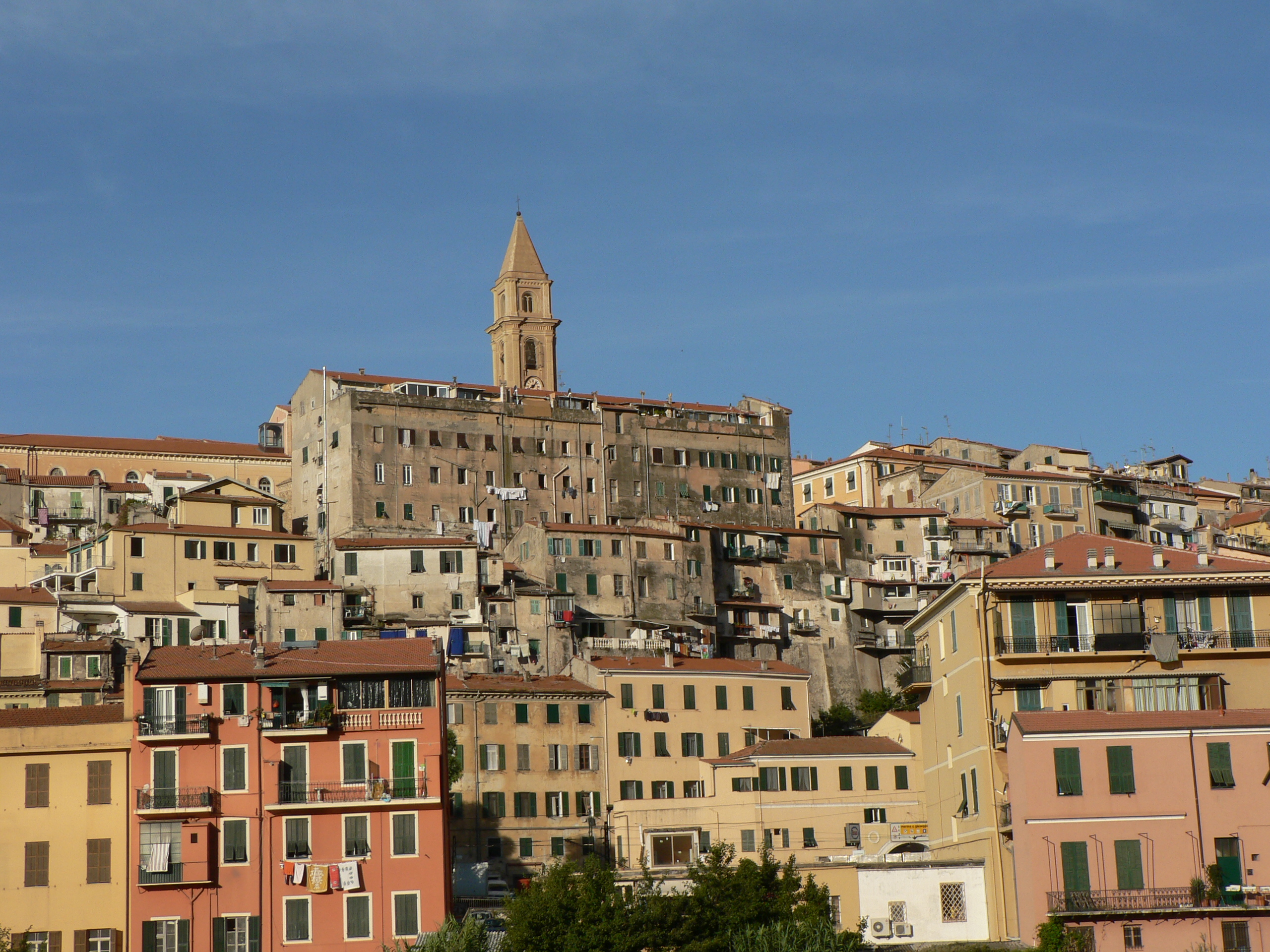

Щорічний фестиваль відбувається 26 серпня. Покровитель — San Secondo.

## Демографія
Населення за роками:

Станом на 1 січня 2023 року в муніципалітеті офіційно проживало 3000 іноземців з 86 країн, серед них 1119 громадян країн Євросоюзу та 62 громадяни України.

## Сусідні муніципалітети
- Айроле
- Кампороссо
- Кастеллар (Франція)
- Дольчеаккуа
- Мантон (Франція)
- Оліветта-Сан-Мікеле